# Gottem
Gottem is een dorp in de Belgische provincie Oost-Vlaanderen en een deelgemeente van de stad Deinze, het was een zelfstandige gemeente tot aan de gemeentelijke herindeling van 1977. Het dorpje ligt aan de rivier de Leie, een paar kilometer stroomopwaarts voor Deinze.

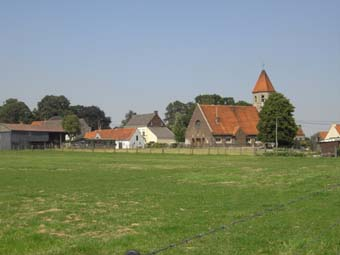
Gezicht op Gottem

Het dorp is zuiver agrarisch en leefde tot halfweg de 20ste eeuw hoofdzakelijk van de bloeiende vlasteelt langs de Leie. Dat het vandaag nog altijd langs een oude rivierarm verdoken ligt, dankt het vooral aan een dynamische actiegroep – met onder anderen Roger Raveel –, zo niet had men ruim twintig jaar geleden alles dichtgegooid.

## Geschiedenis
De Oude Heirbaan is de verbindingsweg tussen de dorpjes Gottem en Grammene en heeft mogelijk een Romeinse oorsprong. Vondsten bewijzen dat de plaats zeker al door de Romeinen was bewoond. 
Gottem werd voor het eerst vermeld in het Liber Traditionem van de Sint-Pietersabdij te Gent (814-840) en wel als Gothemia, de combinatie van een -heem (woonplaats) uitgang en een persoonsnaam.
De graaf van Vlaanderen gaf het dorp in leen aan de heren van Nevele-Ooidonk. In 1588 kwam het leen aan de familie van de Gentse schepen L. van Sicleers, en in 1615 aan F. Lanchals, en daarna aan de familie de Kerchove. Ook de Gentse Sint-Baafsabdij had hier belangrijke bezittingen. Administratief en fiscaal waren de inwoners afhankelijk van de kasselrij Kortrijk. De parochie was onderdeel van bisdom Doornik vanaf de 16de eeuw van bisdom Gent.

## Demografische ontwikkeling
- Bronnen:NIS, Opm:1831 tot en met 1970=volkstellingen; 1976 = inwoneraantal op 31 december

## Bezienswaardigheden
- De Sint-Martinus en Sint-Eutropiuskerk

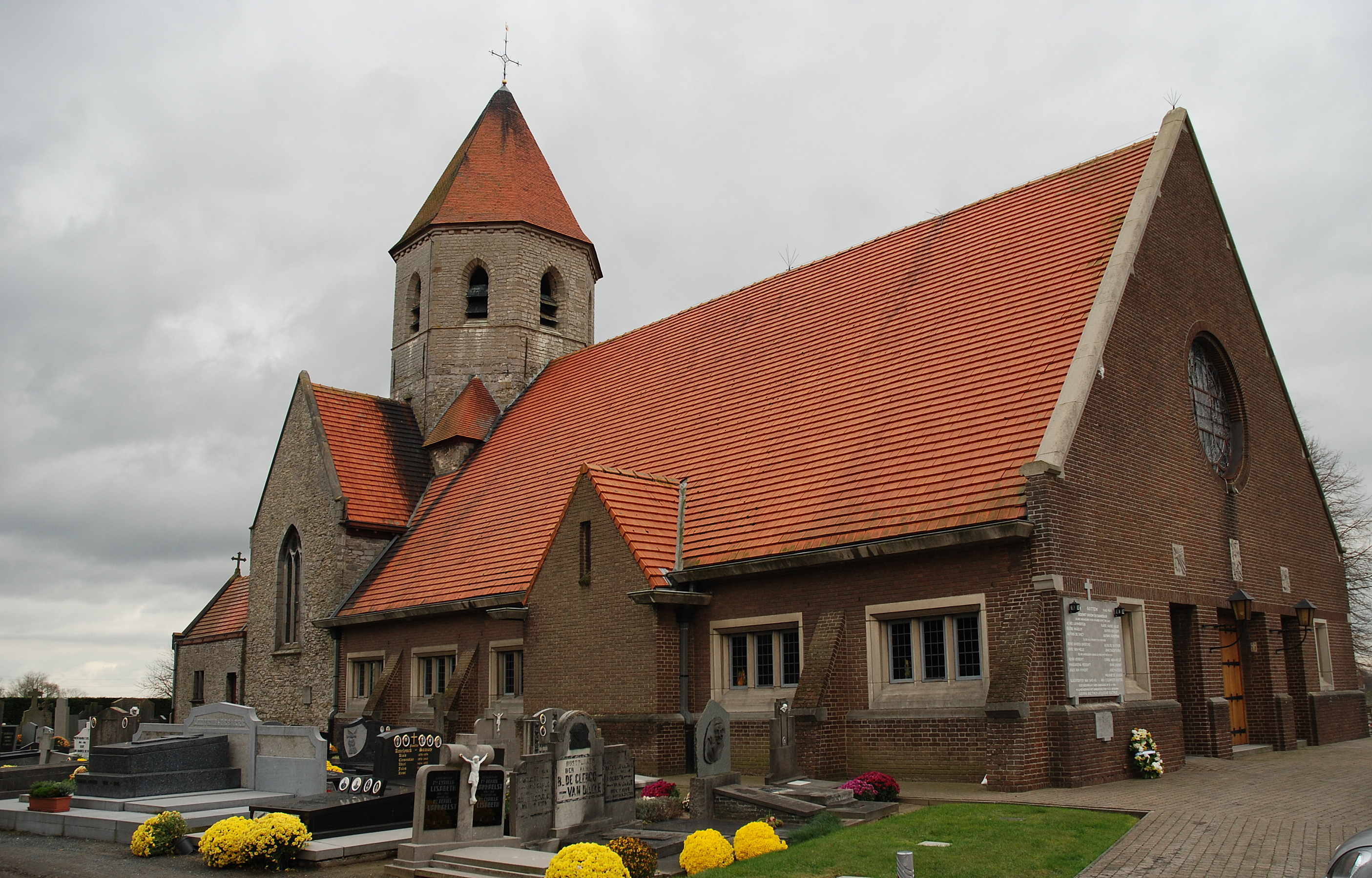
De Sint-Martinus en Eutropiuskerk
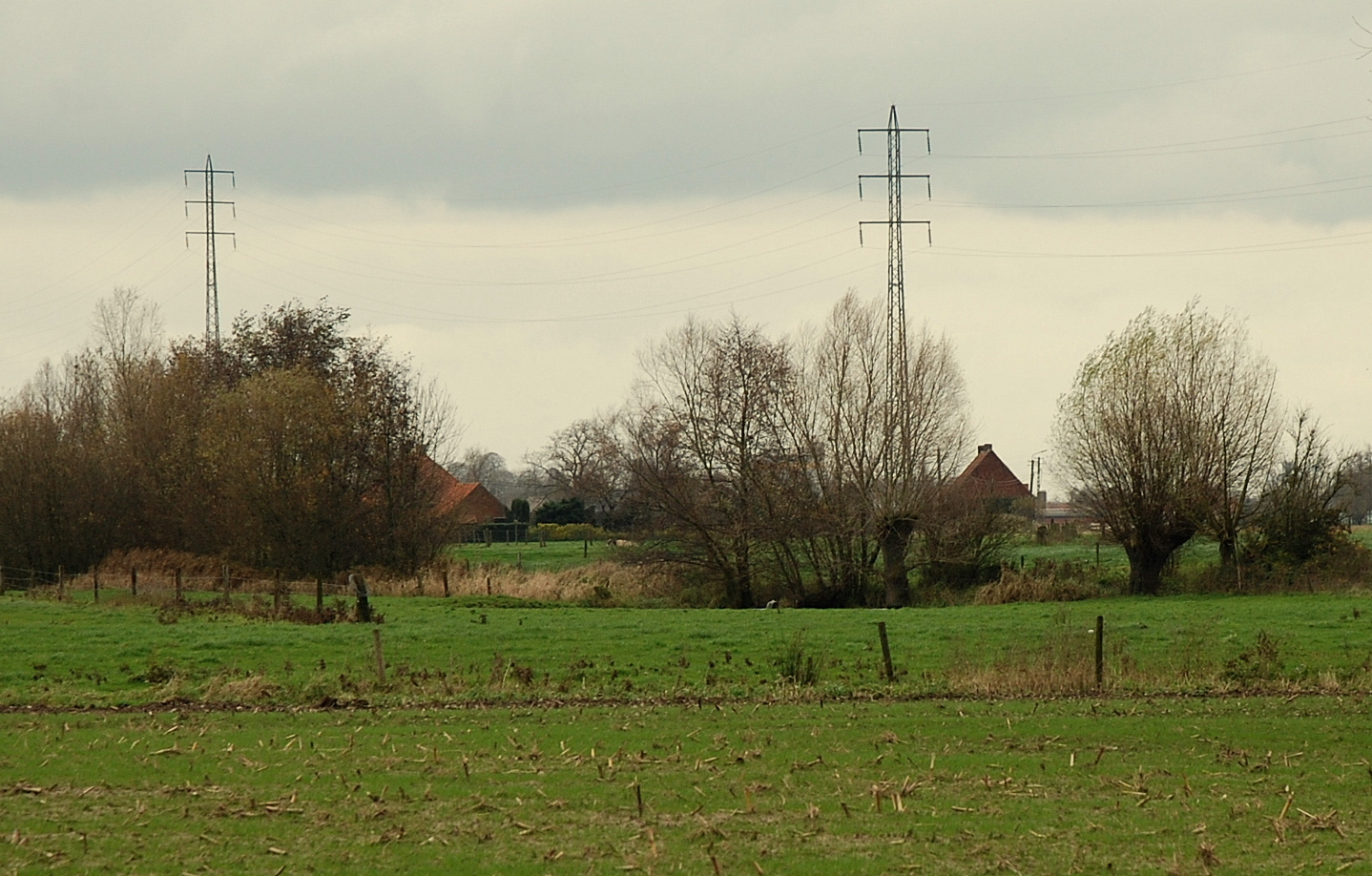
De heksenput, vlak bij de Pontstraat
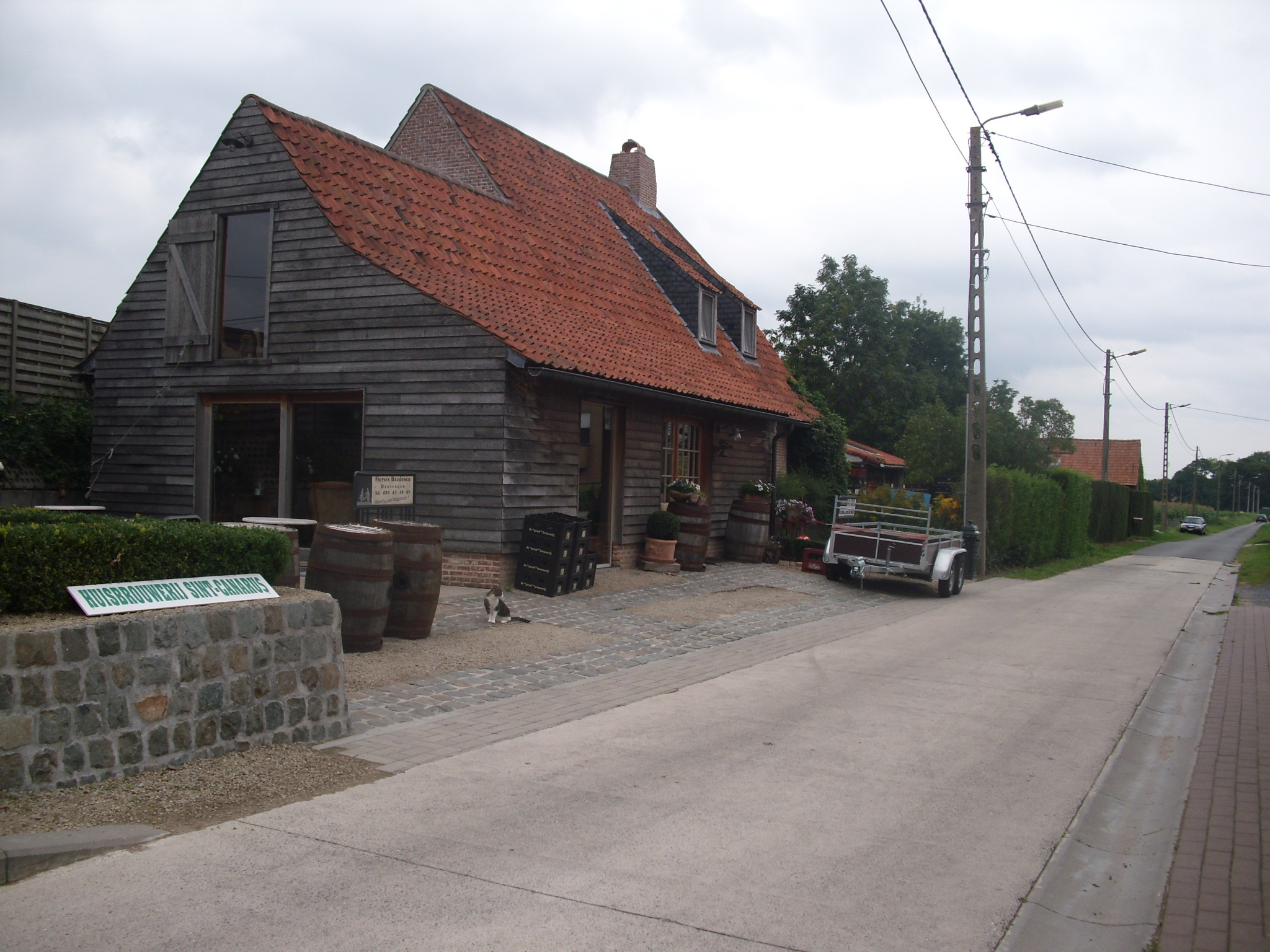
Huisbrouwerij Sint-Canarus in de Polderweg

## Natuur en landschap
Gottem ligt aan de Leie, op een hoogte van ongeveer 10 meter. Ten noorden van Gottem mondt de Oude Mandel uit in de Leie. De Leie werd omstreeks 1974 doorsneden door het Leiekanaal. Een zandlemige rug, met hoogte tot 15 meter, loopt van het zuidwesten naar het noordoosten, in de stroomrichting van de Leie.

## Trivia
De legende wil dat twee rijke zusters het maar niet eens konden worden over de locatie van een nieuw op te richten kerk. Ze hebben dan maar elk hun eigen zin doorgedreven en zo kwamen er twee dorpen: Gottem en Grammene.

## Politiek
Gottem had een eigen gemeentebestuur en burgemeester tot de fusie van 1977. Burgemeesters waren:
- 1879-1915 : Adolf van Hoobrouck de ten Hulle
- ?-1952 : Henri Lootens
- 1952-1964 : Frans De Vreese
- 1965-1976 : Charles Lootens

## Bekende personen
- Tanneke Sconyncx werd hier geboren. Ze werd beschuldigd van hekserij, doodgemarteld in Tielt en in ongewijde grond begraven bij een vijver in Gottem die nog altijd heksenput wordt genoemd.
- Juul Claeys, kunstschilder en beeldhouwer
- Kamiel de Wagenaere (1855-1946), kunstschilder

## Nabijgelegen kernen
Oeselgem, Dentergem, Wontergem, Grammene